# Distrofia adiposogenital

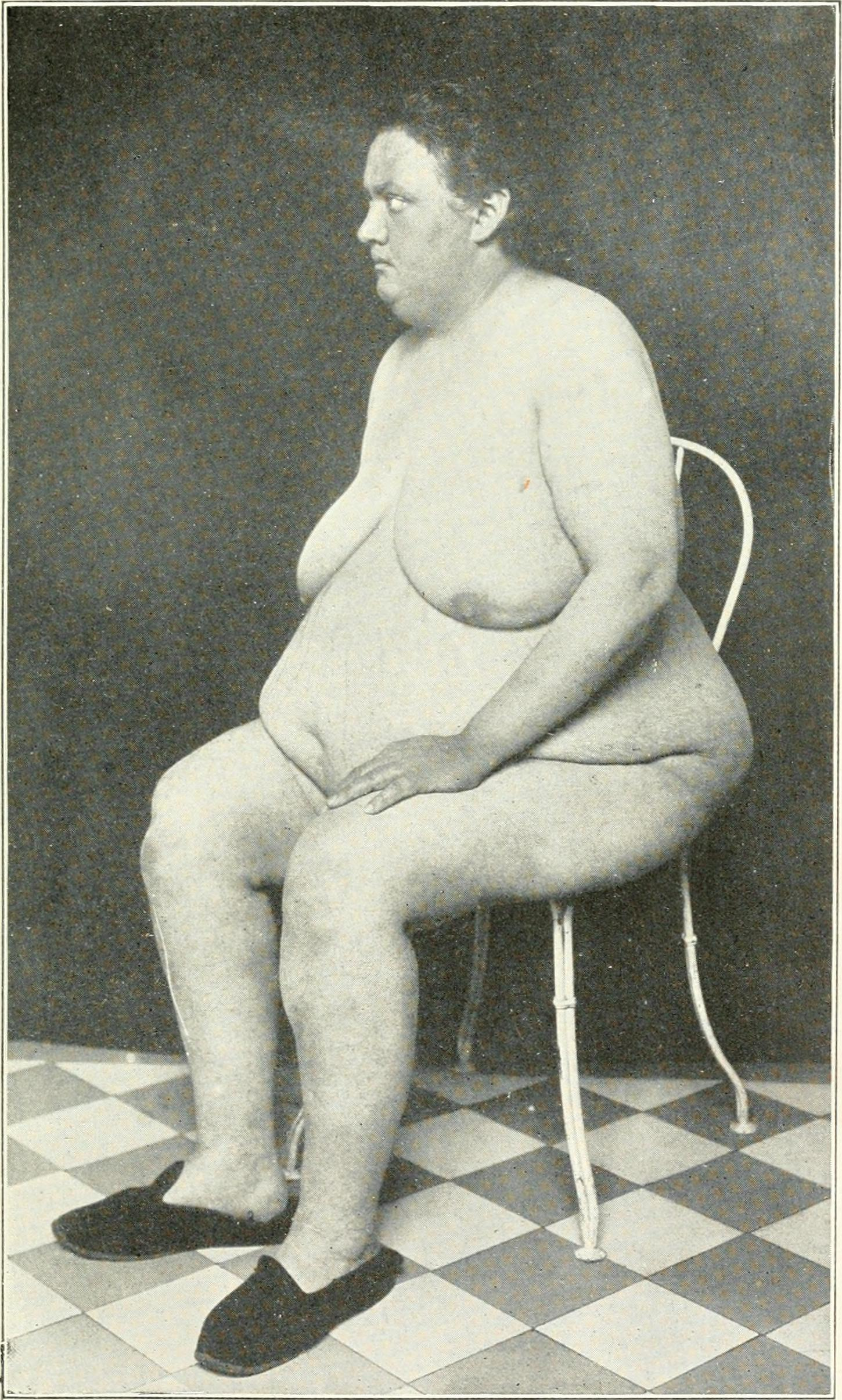
Mujer desnuda con síndrome de Froelich.

El síndrome de Froelich o distrofia adiposa genital, es una alteración ocasionada por el hipogonadismo terciario por la disminución de los niveles de Hormona liberadora de gonadotropina (GnRH). Los niveles bajos de GnRH se han relacionado con defectos en los centros nutricionales del hipotálamo, lo que lleva a un aumento en el consumo de alimentos y la ingesta de calorías. Se caracteriza por un retraso en el desarrollo y crecimiento sexual, atrofia o hipoplasia de las gónadas y alteración de las características sexuales secundarias.

## Historia
Harvey Cushing a través de la descripción de un caso particular de infantilismo sexual y obesidad logró presentar y definir lo que actualmente se conoce como distrofia adiposogenital. Y abrió el camino a la investigación de la relación y función del hipotálamo e hipófisis.
Aproximadamente en el año de 1900 Alfredo Frohlich describió un caso muy similar que estimuló a Cushing buscar el mecanismo de este síndrome.

## Etiología
El síndrome adiposo genital tiene varias causas tales como: lesiones en el hipotálamo, cuya función principal es la síntesis de la hormona GnRH que es estimuladora de las hormonas pituitarias, tumores en la base del cerebro que se extienden hasta la hipófisis, cáncer hipofisario, además, también se pueden incluir a las infecciones cerebrales como son la encefalitis, la meningitis bacteriana y viral, meningoencefalitis, aracnoiditis y toxoplasmosis, los cuales producen una alteraciones de los niveles hormonales, ya que principalmente resultan afectadas la función normal de dos de las principales glándulas endocrinas, como son la hipófisis y el hipotálamo, originando consecuencias graves para el individuo ya que estas glándulas endocrinas ayudan a controlar la secreción hormonal de otras glándulas endocrinas y si esta función se altera, además del síndrome adiposo genital puede generar otras enfermedades de los cuales se diferencia mediante el estudio de la sintomatología y la aplicación de las pruebas de diagnóstico

## Tratamiento
El tratamiento radica en controlar los niveles alterados de las hormonas producidas por el organismo, en el caso de tumor hipofisario se realiza una cirugía con el fin de eliminar el tumor y disminuir el exceso de hormonas, radioterapias, en el caso de infección cerebral se administra antibióticos, generalmente para el tratamiento de este síndrome se utiliza tratamiento farmacológico y sustitutivo hormonal.

## Manifestaciones clínicas
El síndrome de Frohlich, presenta características específicas que permiten la identificación acertada de esta enfermedad, los síntomas que se enlistarán a continuación serán más evidentes en pacientes varones que en pacientes femeninos, ya que comprometen el desarrollo genital, entre los de mayor valor clínico tenemos:
- La adiposidad excesiva, con distribución anormal adiposa en pelvis, tronco y cara. Y en aquellas áreas corporales en donde habitualmente poseemos tejido adiposo, se presentará en mayor cantidad, este signo es visible y fácilmente identificable.[11] Puede estar acompañado por deformidades en manos y pies.[5]

- Infantilismo genital, que va acompañado de una hipoplasia de los testículos y del pene, en el varón. Dando como resultado la aparición de micropene, que en ocasiones va acompañado de criptorquidia.[4]

- En pacientes varones, se evidencia la caracterización femenina, es alarmante la acumulación adiposa en monte de pubis, caderas y ginecomastia, adicionando la ausencia de características propias de la pubertad en el varón, como el vello facial y corporal. La voz no presenta cambio en la pubertad, es decir persiste la voz infantil.[5][12]

Existen otros síntomas que no son útiles ni determinantes para la identificación de la enfermedad, pero que han presentado con frecuencia los pacientes enfermos con el síndrome de Frohlich. Entre ellos tenemos:
- Poliuria
- Adinamia.
- Polidipsia.
- Vómitos.
- Cefalea.
- Somnolencia.

Cuando la enfermedad comienza en la pubertad la obesidad se centra en partes del cuerpo de grasa femenina como la pelvis, las caderas y los senos. Se produce un déficit en el crecimiento óseo, dando lugar al enanismo. En hombres se presenta características femeninas como la pelvis ancha y aspecto delicado de las manos. Los órganos sexuales se desarrollan inconclusamente y tienen un aspecto infantil, también se ve afectado los caracteres secundarios de la pubertad, no hay vello púbico, en axilas y en cara. Para los hombres no hay la producción de espermatozoides y para las mujeres la menstruación.